# Planeta sălbatică
Planeta sălbatică (în franceză La Planète sauvage, în cehă Divoká planeta) este un film SF de animație din 1973, o coproducție francezo-cehoslovacă în regia lui René Laloux după un roman din 1957 de Stefan Wul. Povestea filmului prezintă oameni care trăiesc pe o planetă ciudată, dominată de extratereștrii umani giganți care îi consideră animale. Filmul a fost distins cu Marele Premiu special al juriului de la Festivalul de Film de la Cannes 1973 și în 2016 s-a clasat pe locul al 36-lea al celor mai bune filme de animație realizate vreodată, clasament întocmit de revista Rolling Stone.

## Vezi și
- Listă de filme străine până în 1989
- Științifico-fantasticul în Cehia
- Științifico-fantasticul în Franța
- Listă de filme cu extratereștri
- Listă de filme științifico-fantastice din anii 1970
- Listă de filme de animație din anii 1970
- Listă de filme fantastice din anii 1970
- Listă de filme idol: F
- Listă de filme idol: P